# Bill Macy
Bill Macy (nombre artístico de  Wolf Martin Garber, Revere, Massachusetts, 18 de mayo de 1922-Los Ángeles, California, 17 de octubre de 2019) fue un actor estadounidense.

## Biografía
Sus padres fueron Michael Garber, un fabricante, y Mollie Friedopfer.
Fue conocido por su interpretación de Walter Findlay, el esposo de la protagonista principal de la serie de televisión Maude, aunque también fue miembro del elenco original de la revista teatral de larga duración Oh! Calcutta!. 
Desde que la serie Maude se canceló en 1978, realizó más de 70 apariciones en cine y televisión, incluido un papel memorable en la comedia The Jerk (producida por Steve Martin). Apareció ocasionalmente en Seinfeld, como uno de los residentes de "Vista Del Boca", una comunidad de jubilados de Florida, en la que vivían los padres de Jerry Seinfeld.

## Filmografía
Referencia:
- 1956: The Edge of Night (serie de TV) - Cab Driver
- 1968:  The Producers - (Presidente del jurado de Productores)
- 1972: Oh! Calcutta![7]
- 1972: Maude - Walter Findlay
- 1975: All Together Now (TV) - Charles Drummond
- 1976: Death at Love House (TV) - Oscar Payne
- 1977: Diario de un joven cómico (TV)
- 1977: El gato conoce al asesino (The Late Show) - Charlie Hatter
- 1979: The Fantastic Seven (TV) - Frank Wallach
- 1979: Un loco anda suelto (The Jerk) -  Stan Fox
- 1980: Serial 1980 - Sam Stone
- 1980: Scarlett O'Hara War (TV) - Myron Selznick
- 1982: El Día de la burbuja estalló (TV) (The Day the Bubble Burst) - Mr. Goldberger
- 1982: ¿Dónde está mi ídolo? (My Favorite Year) - Sy Benson
- 1983:Hotel (serie de TV) - Herman Wells
- 1985: Movers & Shakers - Sid Spokane
- 1985: Bad Medicine - Dr. Gerald Marx
- 1987: Serie de televisión [8] -  Max Basner
- 1987: Perry Mason: El caso de la señora asesinada (TV) - Richard Wilson
- 1990: Sibling Rivalry - Pat
- 1991: The Doctor - Dr. Al Cade
- 1992: Me, Myself and I - Sidney
- 1993: Columbo - El asesinato de dos caras / Columbo: It's All in the Game (TV) - Ruddick
- 1999: Una terapia peligrosa (Analyze This / Mafia blues) - Dr. Isaac Sobel
- 2004: Sobreviviendo a la Navidad (Surviving Christmas) - Doo-Dah
- 2005: Early Bird (TV) - Harold
- 2006: The Holiday - Ernie